# Anna di Brooklyn
Anna di Brooklyn è un film del 1958 diretto da Vittorio De Sica e Carlo Lastricati.

## Trama
Anna è appena tornata dagli Stati Uniti nel piccolo paese abruzzese dove è nata, dove vorrebbe trovare marito. La voce circola subito e si fanno avanti tre pretendenti: il ricco allevatore Ciccone, che è stato il primo amore di quando era bambina, il barone Trevassi, squattrinato e in cerca di denaro, e il sindaco Peppino, ma solo perché spinto dalla sorella farmacista Camillina.
In realtà Anna ha già in mente chi potrebbe essere un ottimo marito: Raffaele il meccanico, che però non sembra cedere subito alle sue avances.

## Produzione
Il film venne girato per gli interni negli studi di Cinecittà e per gli esterni nel paese di Montecelio, distante trenta chilometri da Roma lungo la via Tiburtina. Iscritto al Pubblico Registro Cinematografico con il n. 1.993, ebbe il visto di censura n. 26.653 del 18 aprile 1958.

## Riconoscimenti
- David di Donatello per il miglior produttore